# NGC 5191
NGC 5191 est une galaxie lenticulaire (elliptique ?) située dans la constellation de la Vierge. Sa vitesse par rapport au fond diffus cosmologique est de 6 808 ± 20 km/s, ce qui correspond à une distance de Hubble de 100,4 ± 7,0 Mpc (∼327 millions d'al). NGC 5191 a été découverte par l'astronome américain George W. Hough (en) en 1883.
Selon la base de données Simbad, NGC 5191 est une galaxie LINER, c'est-à-dire une galaxie dont le noyau présente un spectre d'émission caractérisé par de larges raies d'atomes faiblement ionisés.
À ce jour, une mesure non basée sur le décalage vers le rouge (redshift) donne une distance d'environ 119,700 Mpc (∼390 millions d'al). Cette valeur est un peu à l'extérieur des valeurs de la distance de Hubble. Notons que c'est avec la valeur moyenne des mesures indépendantes, lorsqu'elles existent, que la base de données NASA/IPAC calcule le diamètre d'une galaxie et qu'en conséquence le diamètre de NGC 5191 pourrait être d'environ 35,1 kpc (∼114 000 al) si on utilisait la distance de Hubble pour le calculer.